# Altiport

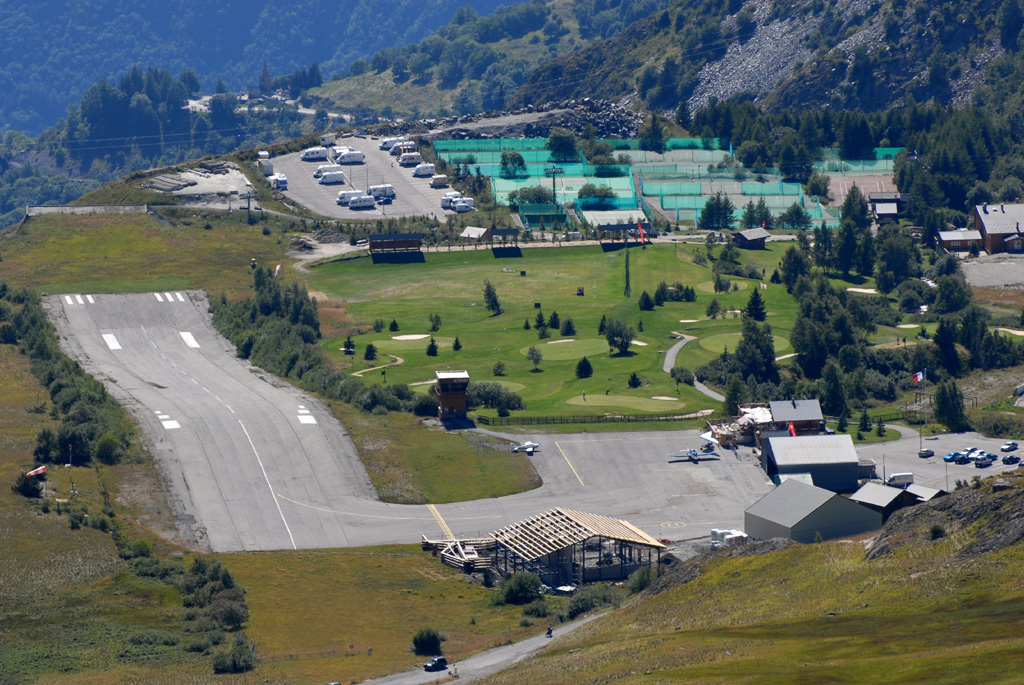
Altiport von Huez, Département Isère, Frankreich

Altiport ist eine Bezeichnung für französische Flugplätze mit ungewöhnlichen Charakteristika, welche sich aus ihrer Lage im Gebirge ergeben. Am offensichtlichsten ist die abfallende Start- und Landebahn. Aufgrund dieser Besonderheiten dürfen die Altiports nur von Piloten mit entsprechender Zusatzausbildung (Qualification montagne) angeflogen werden.
Neben den Altiports, die über ein Mindestmaß an Infrastruktur verfügen, gibt es noch eine große Zahl unbefestigter Pisten im Gebirge (Altisurfaces), die ebenfalls nur von Piloten mit Qualification montagne angeflogen werden dürfen. Der Begriff Altiport wird manchmal auch für Flugplätze außerhalb Frankreichs verwendet, die ähnliche Charakteristika aufweisen (etwa der Flughafen Lukla in Nepal), offiziell als Altiport definiert sind jedoch nur die folgenden Flugplätze:
| Flughafen                      | Département     |
| ------------------------------ | --------------- |
| Altiport Courchevel            | Savoie          |
| Altiport Corlier               | Ain             |
| Altiport L’Alpe-d’Huez         | Isère           |
| Altiport La Motte-Chalancon    | Drôme           |
| Flugplatz Megève               | Haute-Savoie    |
| Flugplatz Méribel              | Savoie          |
| Flugplatz Peyresourde-Balestas | Hautes-Pyrénées |

Da Flugzeuge nach Möglichkeit gegen den Wind starten und landen, werden die Start- und Landebahnen eines normalen Flugplatzes je nach aktueller Windrichtung genutzt. Dies ist bei den Altiports aufgrund geografischer Gegebenheiten meist nicht möglich, da starke Anstiege oder Felswände den Ab- oder Anflug auf eine Richtung beschränken. Ebenso problematisch kann ein starkes Gefälle der Bahn sein, das einen Start hangaufwärts bzw. eine Landung hangabwärts unmöglich macht. Eine große Gefahr besteht auch darin, dass ein Landeabbruch praktisch nicht möglich ist, da häufig keine Durchstartmöglichkeit besteht. Aufgrund dieser Gegebenheiten werden in der Regel Flugzeuge mit STOL-Eigenschaften (Short Take-Off and Landing) eingesetzt, die auch bei Rückenwind noch genug Reserve haben, um starten und landen zu können.